# Ben Malango
Ben Malango Ngita (Kinshasa, 10 novembre 1993) è un calciatore congolese (Repubblica Democratica del Congo), attaccante del Qatar SC.

## Carriera

### Club
Ha giocato nella prima divisione congolese, in quella marocchina ed in quella emiratina.

### Nazionale
Nel 2017 ha esordito nella nazionale congolese.

## Palmarès

### Club

#### Competizioni nazionali
- Linafoot: 2

TP Mazembe: 2016-2017, 2018-2019
- Campionato marocchino: 1

Raja Casablanca: 2019-2020

#### Competizioni internazionali
- Coppa della Confederazione CAF: 2

TP Mazembe: 2017
Raja Casablanca: 2020-2021